# William Yiampoy
William Yiampoy, född den 17 maj 1974, är en kenyansk friidrottare som tävlar i medeldistanslöpning.
Yiampoy slog igenom vid VM i Edmonton 2001 där han slutade fyra på 800 meter. Året efter blev han afrikansk mästare på 800 meter. En titel han försvarade 2004. 2005 på VM i Helsingfors blev Yiampoy trea.

## Personliga rekord
- 800 meter - 1:42,91
- 1 500 meter - 3:34,12